# Callopistria pauliani
Callopistria pauliani là một loài bướm đêm trong họ Noctuidae.